# Charles Van Loan
Charles Francis Van Loan (* 20. September 1947 in Orange (New Jersey)) ist ein US-amerikanischer Mathematiker und Informatiker, der sich mit Numerischer Linearer Algebra befasst, speziell Matrix-Berechnungen.
Van Loan studierte an der University of Michigan mit dem Bachelor-Abschluss 1969, dem Master-Abschluss 1970 und der Promotion bei Cleve Moler 1973 über Singulärwertzerlegung (Generalized Singular Values with Algorithms and Applications). Nach Post-Doktorandenzeit an der University of Manchester wurde er 1975 zunächst Assistant Professor und später Professor an der Cornell University. 1999 bis 2006 stand er der Informatik-Fakultät vor. Ab 1998 war er Ford-Professor. 2009 wurde er SIAM Fellow. Für 2018 wurde er als John von Neumann Lecturer ausgewählt.
Er schrieb mit Gene Golub ein Standardwerk über Matrizen-Berechnungen.

## Schriften
- mit Gene Golub Matrix Computations, 3. Auflage, Johns Hopkins University Press 1996
- mit Thomas Coleman: Handbook for Matrix Computations, SIAM, 1988
- Computational Frameworks for the Fast Fourier Transform, SIAM, 1992
- Introduction to Computational Science and Mathematics, Jones and Bartlett, 1996
- Introduction to Scientific Computation: A Matrix-Vector Approach Using MATLAB, 2. Auflage, Prentice-Hall 1999
- mit K.-Y. Daisy Fan: Insight Through Computing: A MATLAB Introduction to Computational Science and Engineering, SIAM, 2009